# Kana Muramoto
Muramoto Kana  (村元 哉中?, Muramoto Kana) (Akashi, 3 marzo 1993) è un'ex danzatrice su ghiaccio giapponese. Con il suo ultimo partner, Daisuke Takahashi, ha vinto la medaglia d'argento al Campionato dei Quattro continenti nel 2022, e un oro (2022) e due argenti (2020 e 2021) al campionato nazionale giapponese. Con il precedente partner, Chris Reed, ha vinto la medaglia di bronzo al Campionato dei Quattro continenti nel 2018, e tre ori (2015, 2016 e 2017) al campionato nazionale giapponese. Con il suo primo partner, Hiroichi Noguchi, ha vinto il bronzo al campionato nazionale giapponese nel 2014.

## Palmarès

### Danza su ghiaccio
con Takahashi
| Internazionali                                                     | Internazionali | Internazionali | Internazionali |
| Evento                                                             | 2020–21        | 2021–22        | 2022–23        |
| ------------------------------------------------------------------ | -------------- | -------------- | -------------- |
| Campionati mondiali                                                |                | 16°            | 11°            |
| Campionati dei Quattro continenti                                  |                | 2°             | 9°             |
| GP NHK Trophy                                                      | 3°             | 6°             | 6°             |
| GP Skate America                                                   |                |                | 6°             |
| CS Denis Ten Memorial                                              |                |                | 1°             |
| CS Warsaw Cup                                                      |                | 2°             |                |
| Nazionali                                                          |                |                |                |
| Campionati giapponesi                                              | 2°             | 2°             | 1°             |
| Eventi a squadre                                                   |                |                |                |
| World Team Trophy                                                  |                |                | 3° S 4º P      |
| R = Ritirati; S = Risultato della squadra; P = Risultato personale |                |                |                |

Con Reed
| Internazionali | Internazionali | Internazionali | Internazionali | Internazionali |
| Evento | 2015–16        | 2016–17        | 2017–18        | 2018–19        |
| --- | -------------- | -------------- | -------------- | -------------- |
| Giochi olimpici invernali                                                                                                  |                |                | 15°            |                |
| Campionati mondiali | 15°            | 23°            | 11°            |                |
| Campionati dei Quattro continenti                                                                                          | 7°             | 9°             | 3°             |                |
| GP NHK Trophy | 7°             | R              | 9°             | R              |
| GP Skate America |                | 8°             | 7°             |                |
| CS Nebelhorn Trophy |                |                | 2°             |                |
| CS U.S. Classic |                | 2°             | 3°             |                |
| Giochi asiatici invernali                                                                                                  |                | 2°             |                |                |
| Toruń Cup] | 2°             | 3°             |                |                |
| Nazionali |                |                |                |                |
| Campionati giapponesi | 1°             | 1°             | 1°             |                |
| Eventi a squadre |                |                |                |                |
| Giochi olimpici invernali                                                                                                  |                |                | 5° S 5° P      |                |
| World Team Trophy |                | 1° S 5° P      |                |                |
| R = Ritirati S = Risultato della squadra; P = Risultato personale. Medaglie assegnate solo per il risultato della squadra. |                |                |                |                |

Con Noguchi
| Internazionali        | Internazionali |
| Evento                | 2014–15        |
| --------------------- | -------------- |
| Tallinn Trophy        | 4°             |
| Nazionali             |                |
| Campionati giapponesi | 3°             |

### Individuale femminile
| Internazionali                                                | Internazionali | Internazionali | Internazionali | Internazionali | Internazionali | Internazionali | Internazionali | Internazionali | Internazionali | Internazionali | Internazionali | Internazionali |
| Evento                                                        | 2002–03        | 2003–04        | 2004–05        | 2005–06        | 2006–07        | 2007–08        | 2008–09        | 2009–10        | 2010–11        | 2011–12        | 2012–13        | 2013–14        |
| ------------------------------------------------------------- | -------------- | -------------- | -------------- | -------------- | -------------- | -------------- | -------------- | -------------- | -------------- | -------------- | -------------- | -------------- |
| Challenge Cup                                                 |                |                |                |                |                |                |                |                |                | 7°             |                |                |
| Crystal Skate                                                 |                |                |                |                |                |                |                |                |                | 3°             |                |                |
| Cup of Nice°                                                  |                |                |                |                |                |                |                | 4°             |                |                |                |                |
| Merano Cup                                                    |                |                |                |                |                |                |                |                |                |                | 7°             |                |
| Triglav Trophy                                                |                |                |                |                |                |                |                |                | 2°             |                |                |                |
| Internazionali: Junior                                        |                |                |                |                |                |                |                |                |                |                |                |                |
| JGP Bielorussia                                               |                |                |                |                |                |                | 3°             |                |                |                |                |                |
| JGP Francia                                                   |                |                |                |                |                |                |                |                | 17°            |                |                |                |
| Nazionali                                                     |                |                |                |                |                |                |                |                |                |                |                |                |
| Campionati giapponesi                                         |                |                |                |                |                |                |                | 17°            | 10°            | 10°            | 16°            | 17°            |
| Campionati giapponesi junior                                  |                |                |                |                |                | 8°             | 12°            |                |                |                |                |                |
| Campionati giapponesi novice                                  | 6° B           | 2° B           |                | 4° A           |                |                |                |                |                |                |                |                |
| Categorie: A = Novice A; B = Novice B; N = Novice; J = Junior |                |                |                |                |                |                |                |                |                |                |                |                |